# 42 (película)
42 es una película estadounidense de drama deportivo y biográfica de 2013, escrita y dirigida por Brian Helgeland, sobre la vida de Jackie Robinson, el primer jugador negro en llegar a las ligas mayores de béisbol. La película está protagonizada por Chadwick Boseman como Robinson, Harrison Ford como Branch Rickey, André Holland como Wendell Smith, Christopher Meloni como Leo Durocher, Alan Tudyk como Ben Chapman, John C. McGinley como Red Barber, T. R. Knight como Harold Parrott, Lucas Black como "Pee Wee" Reese y Nicole Beharie como Rachel Isum. 42 fue estrenada en Estados Unidos el 12 de abril de 2013.

## Argumento
La película cuenta la historia de Jackie Robinson (Chadwick Boseman), quien bajo el manejo del director del equipo Branch Rickey (Harrison Ford), firma con los Dodgers de Brooklyn para convertirse en el primer jugador afroamericano en romper la barrera de color de las ligas mayores de béisbol. La historia se centra sobre todo en la temporada de 1947 de los Dodgers y algo de la temporada 1946 con los Reales de Montreal. Jackie Robinson y su equipo pasan por una gasolinera. A Robinson se le niega la entrada al baño, pero el equipo dice que va a buscar otra estación de servicio para que el asistente permita a Robinson usarlo. Cuando Robinson sale, un cazatalentos de los Dodgers se acerca a él y lo envía a Brooklyn. Se le ofrece un contrato de $600 dólares y $ 3.500 de bono de firma que Robinson acepta, pero Rickey le dice que debe controlar su temperamento si quiere jugar. Luego de esto, Robinson le propone matrimonio a su novia por teléfono y ella acepta.
En el entrenamiento de primavera de los Dodgers, Robinson tiene éxito en el equipo secundario de los Dodgers, los Reales de Montreal. Después de una gran temporada con Montreal, pasa al equipo principal durante los entrenamientos de primavera en Panamá. La mayor parte del equipo decide firmar una petición para elegir no jugar con Robinson, pero el mánager, Leo Durocher (Christopher Meloni), les asegura que Robinson jugará con ellos y que deben acostumbrarse a ese hecho. Durocher es suspendido poco después por un romance con una celebridad, dejando a los Dodgers sin un mánager justo antes del inicio de la temporada.
En un juego contra los Philadelphia Phillies, el mánager de ese equipo, Ben Chapman, se burla cruelmente de Robinson, con calificativos racistas, causando que Robinson regrese al túnel que lleva a vestuarios y rompa su bate de frustración. Luego, regresa al campo y golpea un home run. Luego, la prensa pide a Chapman que muestre al mundo que ha "cambiado" por lo que se toma una fotografía con Robinson para los periódicos y portadas de revistas.
El Home Run de Robinson contra un lanzador de los Pittsburgh Pirates, que anteriormente lo había golpeado en la cabeza, lo ayuda a alzarse con el banderín de la Liga Nacional con los Dodgers, enviándolos a la Serie Mundial, donde luego perderían en siete juegos ante los Yankees de Nueva York.

## Reparto
| Actor              | Personaje            |
| ------------------ | -------------------- |
| Chadwick Boseman†  | Jackie Robinson      |
| Harrison Ford      | Branch Rickey        |
| André Holland      | Wendell Smith        |
| Christopher Meloni | Léo Durocher         |
| John C. McGinley   | Red Barber           |
| Lucas Black        | "Pee Wee" Reese      |
| Alan Tudyk         | Ben Chapman          |
| Nicole Beharie     | Rachel Isum Robinson |
| C. J. Nitkowski    | Dutch Leonard        |
| Brett Cullen       | Clay Hopper          |
| Ryan Merriman      | Dixie Walker         |
| T. R. Knight       | Harold Parrott       |
| Hamish Linklater   | Ralph Branca         |
| Max Gail           | Burt Shotton         |